# Ga Chungmuro
Ga Chungmuro (Tiếng Hàn: 충무로역, Hanja: 忠武路驛) là ga trung chuyển trên Tàu điện ngầm vùng thủ đô Seoul tuyến 3 và Tàu điện ngầm vùng thủ đô Seoul tuyến 4 ở Toegye-ro, Jung-gu, Seoul.
Nhà ga này được đặt tên theo con đường dọc theo nó, trong danh dự của toàn thể Chosun Yi Sunsin, người được biết đến với danh hiệu Chungmugong.

## Lịch sử
- 13 tháng 9 năm 1983: Tên ga được quyết định là Ga Chungmuro[3]
- 18 tháng 10 năm 1985: Khai trương làm trạm trung chuyển với việc mở đoạn Dongnimmun ~ Yangjae trên Tàu điện ngầm Seoul tuyến 3 và đoạn Đại học Hansung ~ Sadang trên Tàu điện ngầm Seoul tuyến 4[4]

## Bố trí ga

### Tuyến số 3 (B4F)
| Euljiro 3(sam)-ga ↑ |
| S/B N/B \|          |
| ↓ Đại học Dongguk   |

| Hướng Bắc | ●Tuyến 3 | ← Hướng đi Euljiro 3(sam)-ga · Jongno 3(sam)-ga · Gupabal · Daehwa |
| Hướng Nam | ●Tuyến 3 | → Hướng đi Yaksu · Xe buýt tốc hành · Suseo · Ogeum →              |

### Tuyến số 4 (B3F)
| Công viên Lịch sử & Văn hóa Dongdaemun ↑ |
| \| N/B                                   |
| ↓ Myeong-dong                            |

| Hướng Bắc | ● Tuyến 4 | ← Hướng đi Dongdaemun · Chang-dong · Nowon · Jinjeop         |
| Hướng Nam | ● Tuyến 4 | → Hướng đi Myeong-dong · Seoul · Sadang · Geumjeong · Oido → |

## Xung quanh nhà ga
- Namsan
- Làng Hanok Namsangol
- Nhà hát Daehan
- Đại học Dongguk
- Nhà thi đấu Đại học Dongguk (Sân nhà của Đại học Dongguk trong giải bóng rổ đại học)
- Maeil Broadcasting Network
- N Seoul Tower (Đi xe buýt vòng số 02)
- Sở cảnh sát Seoul Jungbu
- Trụ sở quản lý an toàn xây dựng Seoul
- Viện nghiên cứu phát triển Seoul
- Trụ sở cứu hỏa và thiên tai Seoul
- Chi nhánh ga Chungmuro Ngân hàng Shinhan
- Bưu điện Euljiro 4-ga
- Văn phòng Jung-gu
- Cục Thuế Trung ương
- Trung tâm phúc lợi hành chính Pil-dong
- Korea House
- Trụ sở Maeil Business Newspaper
- Trung tâm mua sắm Jinyang
- Bệnh viện Jeil
- Ngân hàng NH Nonghyup Chi nhánh Chungmuro
- Cơ quan việc làm Hàn Quốc dành cho người khuyết tật Trung tâm đào tạo tùy chỉnh Seoul
- Cơ quan việc làm Hàn Quốc dành cho người khuyết tật Trụ sở khu vực Seoul
- Bệnh viện Paik Đại học Inje Seoul

## Phim
Chungmuro là nơi tốt nhất để xem phim Hàn Quốc. Lối ra bên ngoài bằng lối sau đến Đại học Dongguk là Daehan Cinema (대한극장), nơi mà Chungmuro Film Festival ở Seoul được tổ chức lần đầu tiên.

## Hình ảnh

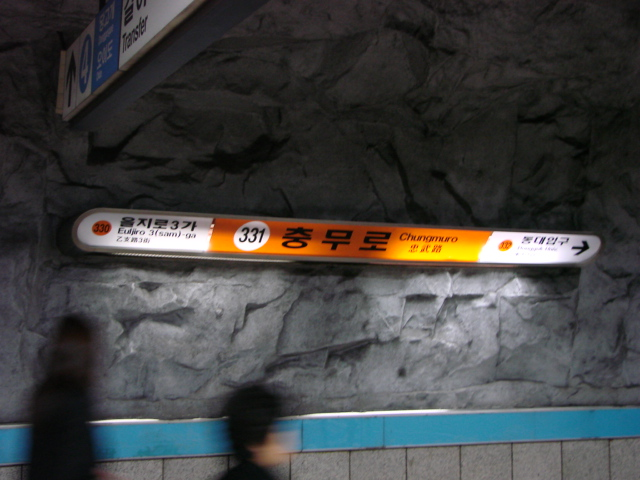
Bảng tên ga tuyến 3 (trước khi tu sửa)
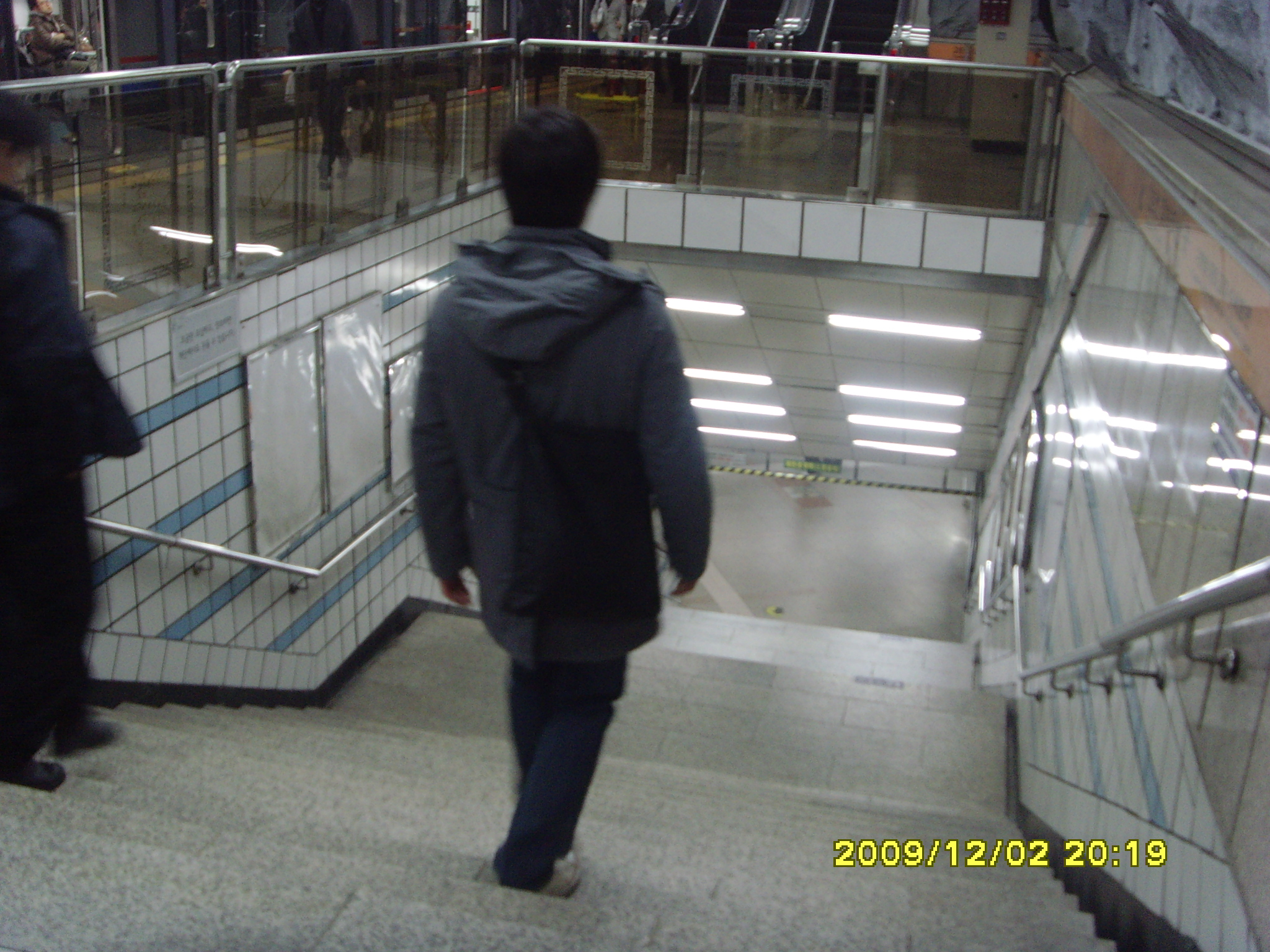
Lối đi chuyển tuyến
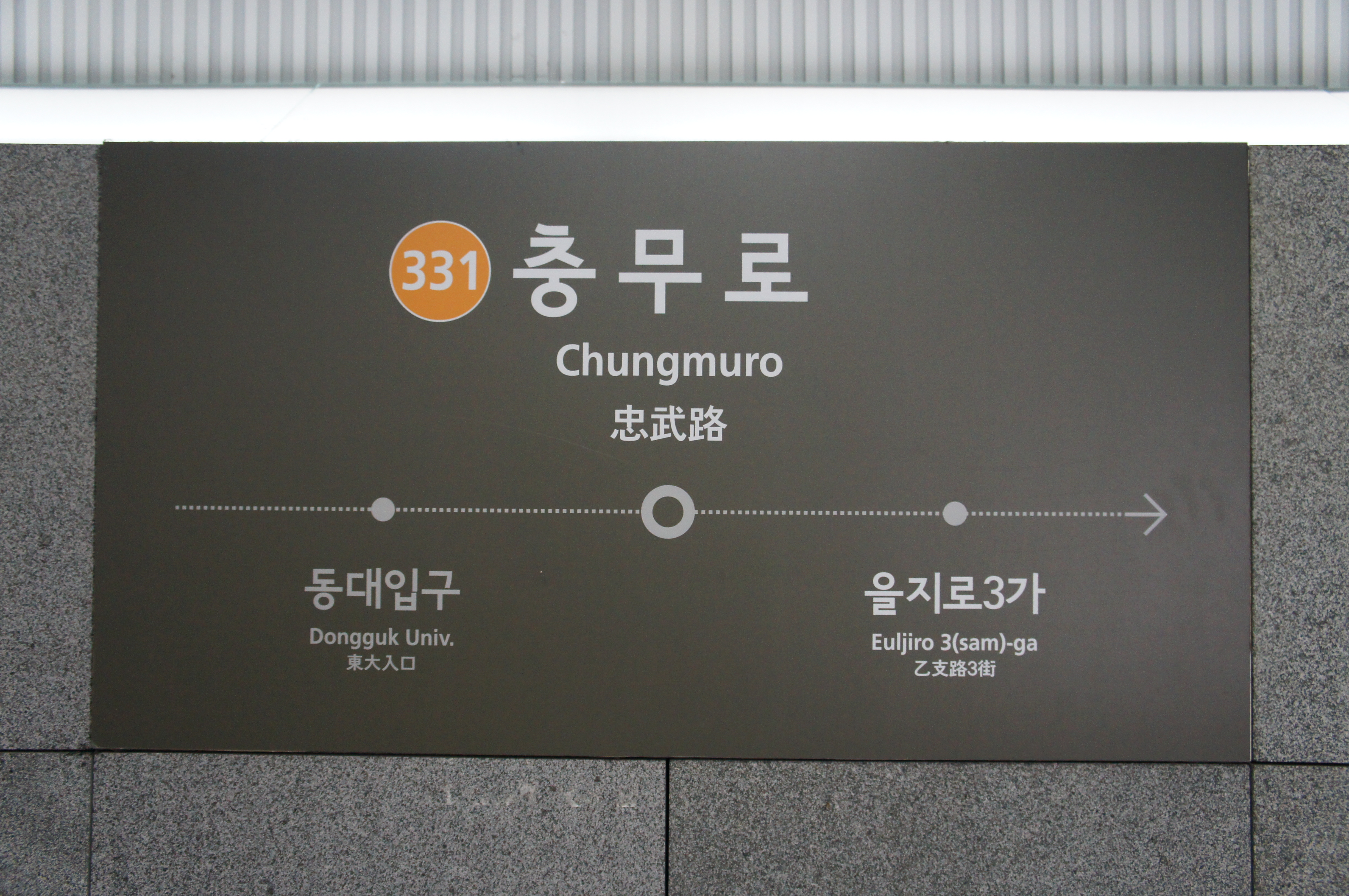
Bảng tên ga tuyến 3 (trước khi thay thế)
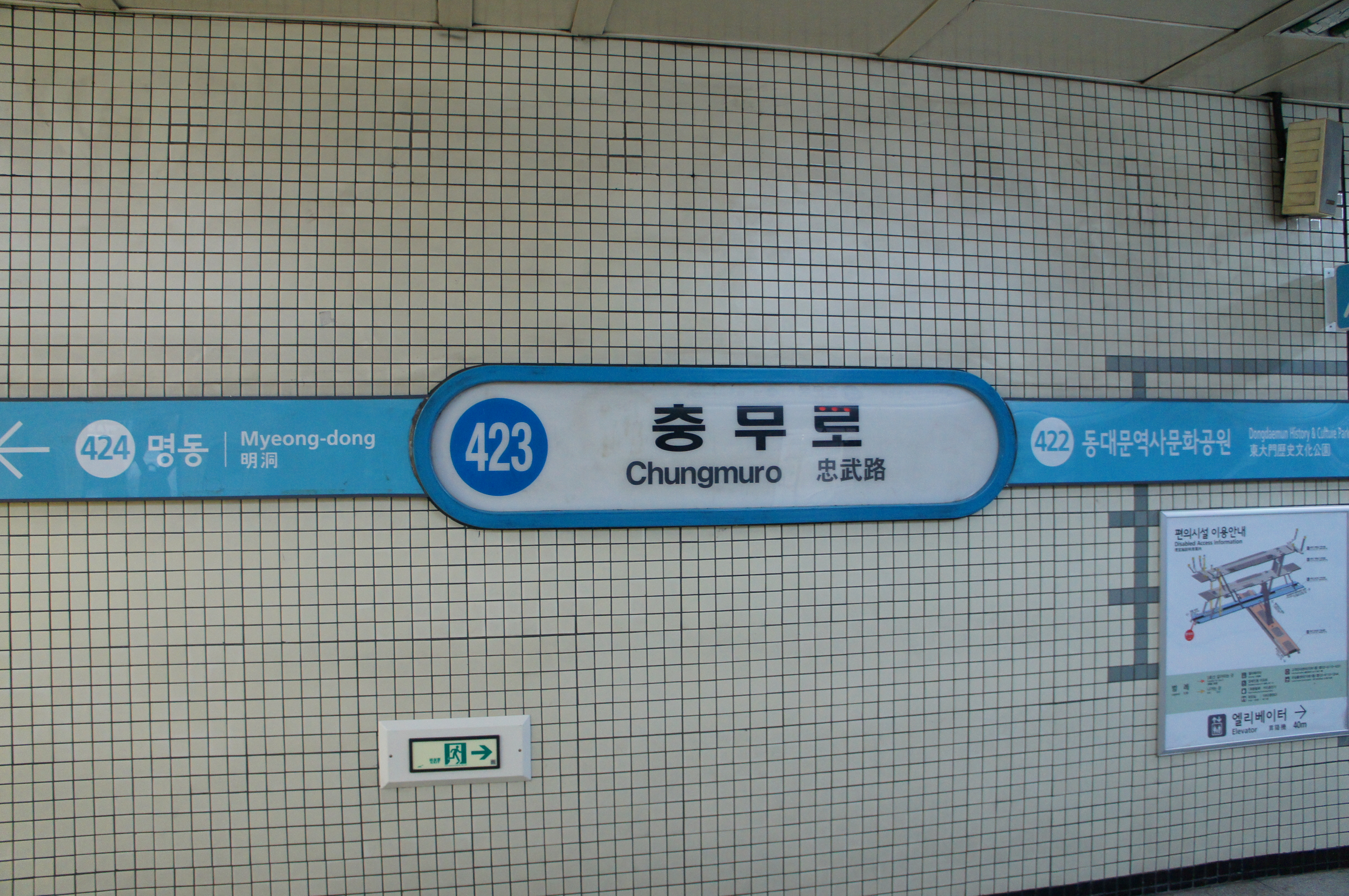
Bảng tên ga tuyến 4
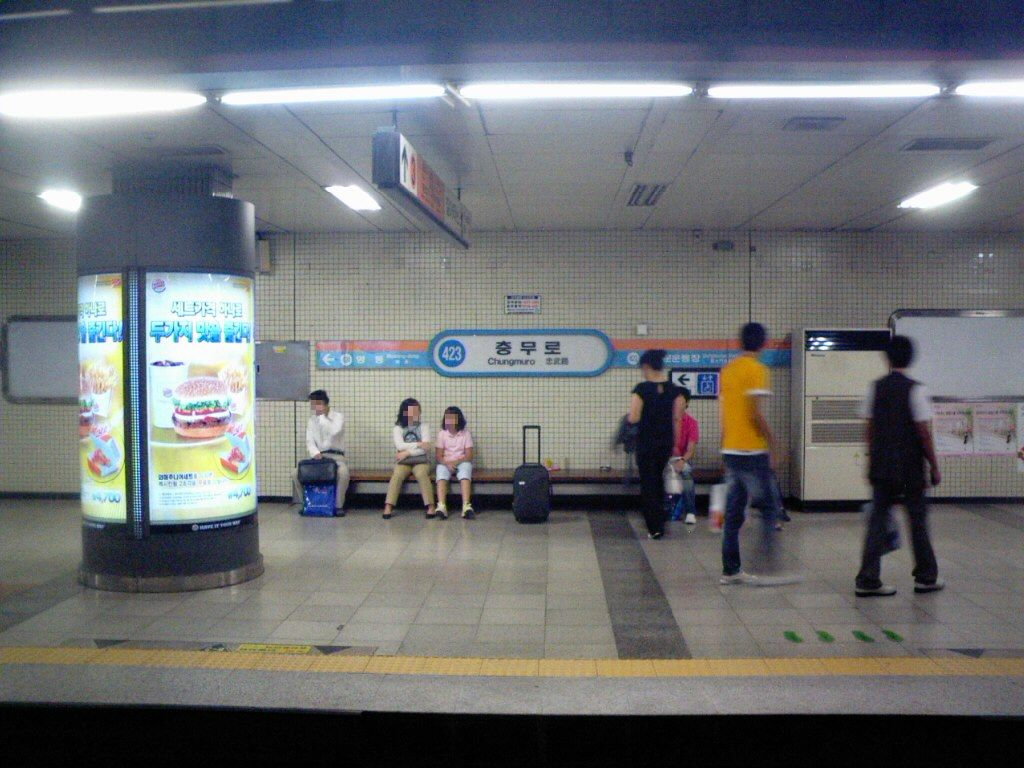
Sân ga Tuyến 4 (Trước khi lắp đặt cửa chắn)